# Athelidium
Athelidium är ett släkte av svampar. Athelidium ingår i familjen Stephanosporaceae, ordningen Russulales, klassen Agaricomycetes, divisionen basidiesvampar och riket svampar.
|            | Cristinia                                |
|            |                                          |
|            | Lindtneria                               |
|            |                                          |
|            | Sulphurina                               |
|            |                                          |
|            | Cyanobasidium                            |
|            |                                          |
|            | Mayamontana                              |
|            |                                          |
| Athelidium | \| \| Athelidium aurantiacum \| \| \| \| |
|            | \| \| Athelidium aurantiacum \| \| \| \| |
|            | Stephanospora                            |
|            |                                          |
|            | Mycolindtneria                           |
|            |                                          |
|            | Athelidium aurantiacum                   |
|            |                                          |

|  | Athelidium aurantiacum |
|  |                        |